# Tetrarhie

Repartizarea Imperiului Roman între cei patru tetrarhi

Tetrarhia (de la grecescul tetra, patru și arhos, șef) este un sistem de guvernare și de administrare a Imperiului, conceput de Dioclețian, în 293. Imperiul a fost condus de doi auguști (Dioclețian la Nicomedia,  azi Izmit, Turcia, și Maximian la Mediolanum, azi Milano) și doi cezari (Galerius la Sirmium, în Pannonia, și Constantius Chlorus, la Augusta Trevorum, azi Trier, în Germania). Însă, între ei, exista o ierarhie. Dioclețian îi domina pe colegii săi, și fiecare cezar trebuia să fie succesorul augustului său. Dioclețian credea că rezolvă astfel dificultățile administrative și judiciare, pe care le crea un Imperiu devenit prea mare pentru un singur împărat și o singură administrație: tetrarhia îi părea că trebuie să asigure permanența, eficiența și unitatea puterii imperiale. Dar sistemul nu a supraviețuit creatorului său: după abdicarea lui Dioclețian, în 305, el s-a deteriorat rapid, ducând la anarhie și la războaie civile, care nu vor înceta decât în 312, o dată cu victoria lui Constantin asupra rivalilor săi.